# クラウス・ドルディンガー
クラウス・ドルディンガー（Klaus Doldinger、1936年5月12日 - ）は、ドイツのジャズ・サクソフォーン奏者・映画音楽作曲家。

## 来歴
ベルリン出身。デュッセルドルフの音楽学校で学ぶ。
1953年からドイツのディキシーランド・ジャズ・バンド「フィートウォーマーズ」に加入、頭角を表す。
1971年にジャズ・バンド「パスポート」を結成、ドイツ国内で大きな成功を収め、同バンドは「ヨーロッパのウェザー・リポート」と呼ばれるまでになる。
映画音楽も担当し、特に『U・ボート』と『ネバーエンディング・ストーリー』の音楽が広く知られている。
2018年にドイツ音楽作家賞を受賞した。

## ディスコグラフィ

### リーダー・アルバム
- Doldinger – Jazz Made in Germany (1963年)
- Doldinger live at Blue Note Berlin (1963年)
- 『イン・スダメリカ』 - Doldinger in Südamerika (1965年)
- 『ゴーズ・オン』 - Doldinger Goes On (1967年)
- Blues Happening (1968年)
- Doldinger – The Ambassador (1969年)
- Doldinger Jubilee (1973年) ※1953年から1973年のコンピレーション
- 『「Uボート」オリジナル・サウンドトラック』 - Das Boot (1981年)[4]
- Klaus Doldinger – Constellation (1983年)
- 『ブルージー・トゥージー』 - Bluesy Toosy (1992年) ※コンピレーション
- Film ab: Doldinger (1993年)
- Doldinger in New York: Street of Dreams (1994年)
- Doldinger Back in New York (1999年)
- Works & Passion 1955–2000 (2001年)
- Early Doldinger – The Complete Philips Sessions (2006年)
- Shakin’ the Blues – Klaus Doldinger (1963–1967) (2008年) ※コンピレーション
- Doldinger (2016年)

### ドルディンガーズ・マザーフッド
- I Feel so Free (1969年)
- Doldinger’s Motherhood (1970年)

## 主な映画音楽
- 『突然裕福になったコンバッハの貧しい人々』 - Der plötzliche Reichtum der armen Leute von Kombach (1970年)
- 『スイス・コネクション』 - The Swiss Conspiracy (1975年)
- 『昼と夜のような黒と白』 - Schwarz und weiß wie Tage und Nächte (1978年)
- 『U・ボート』 - Das Boot (1981年)
- 『カムバック』 - Love Is Forever/Operation Comeback (1983年)
- 『ネバーエンディング・ストーリー』 - The NeverEnding Story (1984年)
- 『マッド・リベンジャー/復讐の掟』 - Father's Revenge/Das Ratennest (1987年)
- 『ミー&ヒム』 - Me & Him/Ich und Er (1988年)
- 『レア魔性の肉体』 - Palmetto (1998年)
- 『glee/グリー ザ・コンサート 3Dムービー』 - Glee: The 3D Concert Movie (2011年) ※サウンドトラック・プロデューサーとして